# The Girl in Red
"The Girl in Red" – singel francuskiego duetu muzycznego Daddy DJ wydany w 2001 roku.

## Lista utworów
- CD Singel (2001)

1. "The Girl In Red" (Original Radio Edit) – 3:38
2. "The Girl In Red" (Original Extended Mix) – 6:00
3. "The Girl In Red" (G-BoX AD7 2-Step Mix) – 3:37
4. "Daddy DJ" (Wonder S Remix) – 3:51

## Notowania na listach przebojów
| Kraj/Region      | Lista (2001/2002)  | Najwyższa pozycja |
| ---------------- | ------------------ | ----------------- |
| Dania            | Tracklisten Top 40 | 9                 |
| Francja          | Top 100 Singles    | 10                |
| Belgia (Walonia) | Ultratop 50        | 10                |
| Finlandia        | Top 20 Singles     | 12                |
| Norwegia         | Top 20 Singles     | 17                |
| Szwecja          | Top 60 Singles     | 18                |
| Szwajcaria       | Singles Top 75     | 41                |